# Turismus na Ukrajině

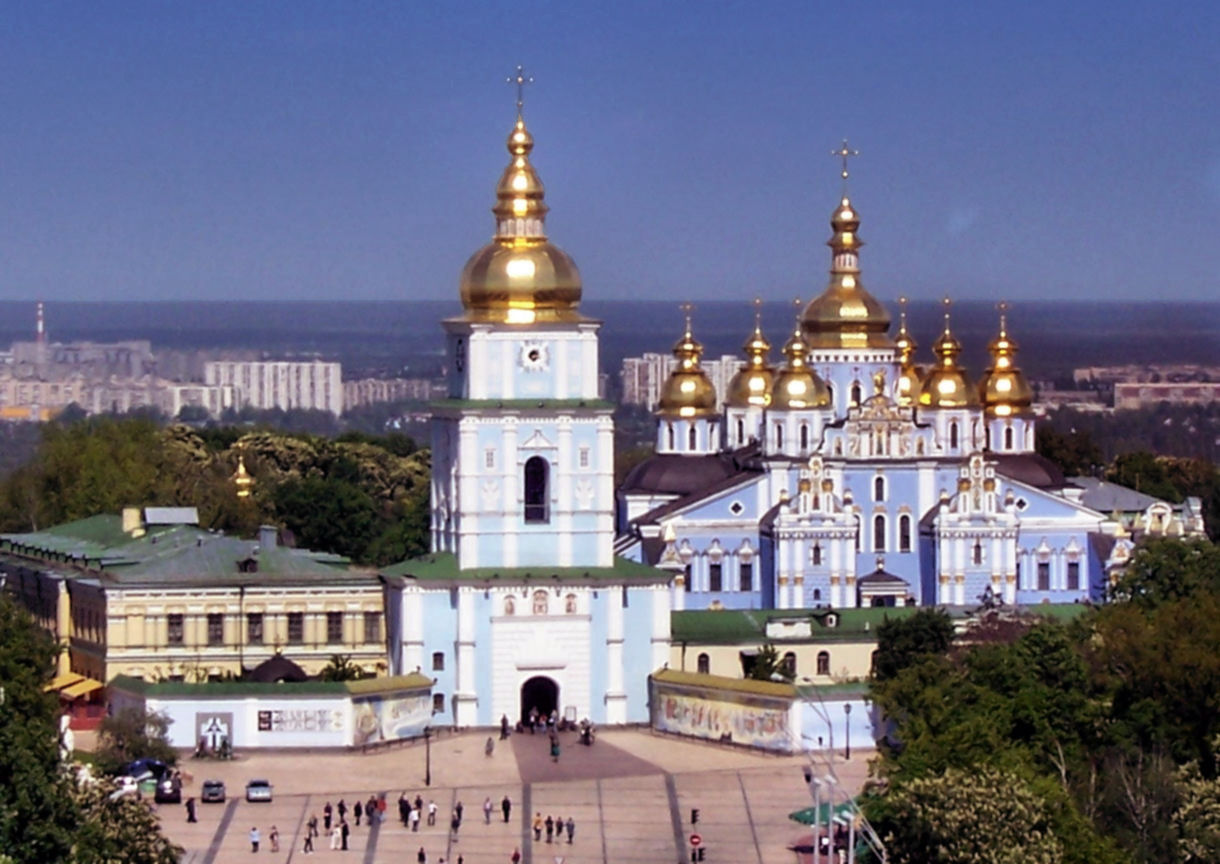
Chrám svatého Michala v hlavním městě Kyjev.

Turismus na Ukrajině je pro ekonomiku velmi důležitý. V minulosti každý rok zemi navštívilo přes 20 milionů zahraničních turistů, v roce 2012 to bylo 23 milionů. Od roku 2014 se počet snížil na asi 10 milionů. Návštěvníci přijíždějí nejvíc z Východní Evropy, dále ze Západní Evropy, Turecka a Izraele.
Ukrajina je destinace na křižovatce mezi střední a východní Evropou, mezi severem a jihem. Hraničí s Ruskem a je nedaleko Turecka. Má pohoří Karpaty vhodné na lyžování, horolezectví, rybolov a myslivost. Pobřeží Černého moře je populární letní destinace pro dovolenkáře. Ukrajina má vinice produkující domácí vína, ruiny starobylých hradů, historické parky, ortodoxní, katolické a protestantské kostely a několik mešit a synagog. Hlavní město Kyjev má unikátní stavby jako chrám svatého Michala, katedrála svaté Sofie a široké bulváry. Jsou tu další známá města, přístavní město Oděsa a starobylý Lvov na západě. Většina západní Ukrajiny, která před 2. světovou válkou patřila Polsku, je oblíbená destinace Poláků. Poloostrov Krym je populární destinace pro turisty hledající koupání a slunění u moře. Černé moře tu nabízí teplé podnebí, skalnaté pohoří, plošiny a starobylé ruiny, i když turistika byla redukována po roce 2014. Zdejší velká města jsou Sevastopol a Jalta. Návštěvníci mohou též využít plavby lodí na řece Dněpr z Kyjeva na pobřeží Černého moře. Ukrajinská kuchyně má dlouhou historii a nabízí mnoho originálních jídel.
Turistický průmysl země se obecně považuje za nerozvinutý, ale poskytuje důležitou podporu ukrajinské ekonomice. Mezi největší zdejší výhody patří mnohem nižší ceny jako v jiných evropských destinacích a bezvízový styk s většinou zemí Evropy, bývalého Sovětského svazu a Severní Ameriky. Od roku 2005 občané EU a EFTA, Spojených států, Kanady, Japonska a Jižní Koreje už turistická víza nepotřebují. Víza nepotřebují také občané Ruska a dalších států Společenstva nezávislých států, kromě Turkmenistánu.